# Iszik-köl (tó)

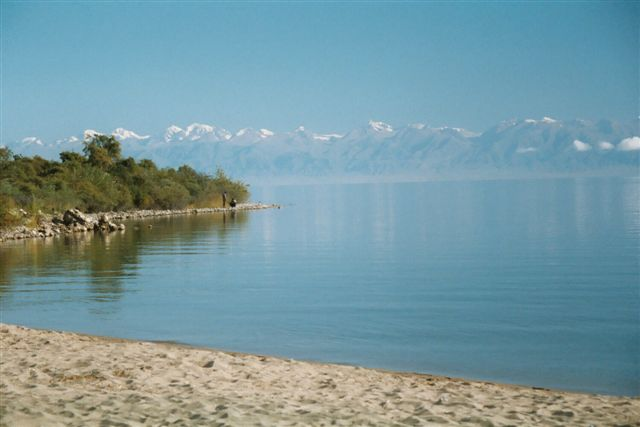
Az Iszik-köl déli partjának egy szakasza, a háttérben havas csúcsok.

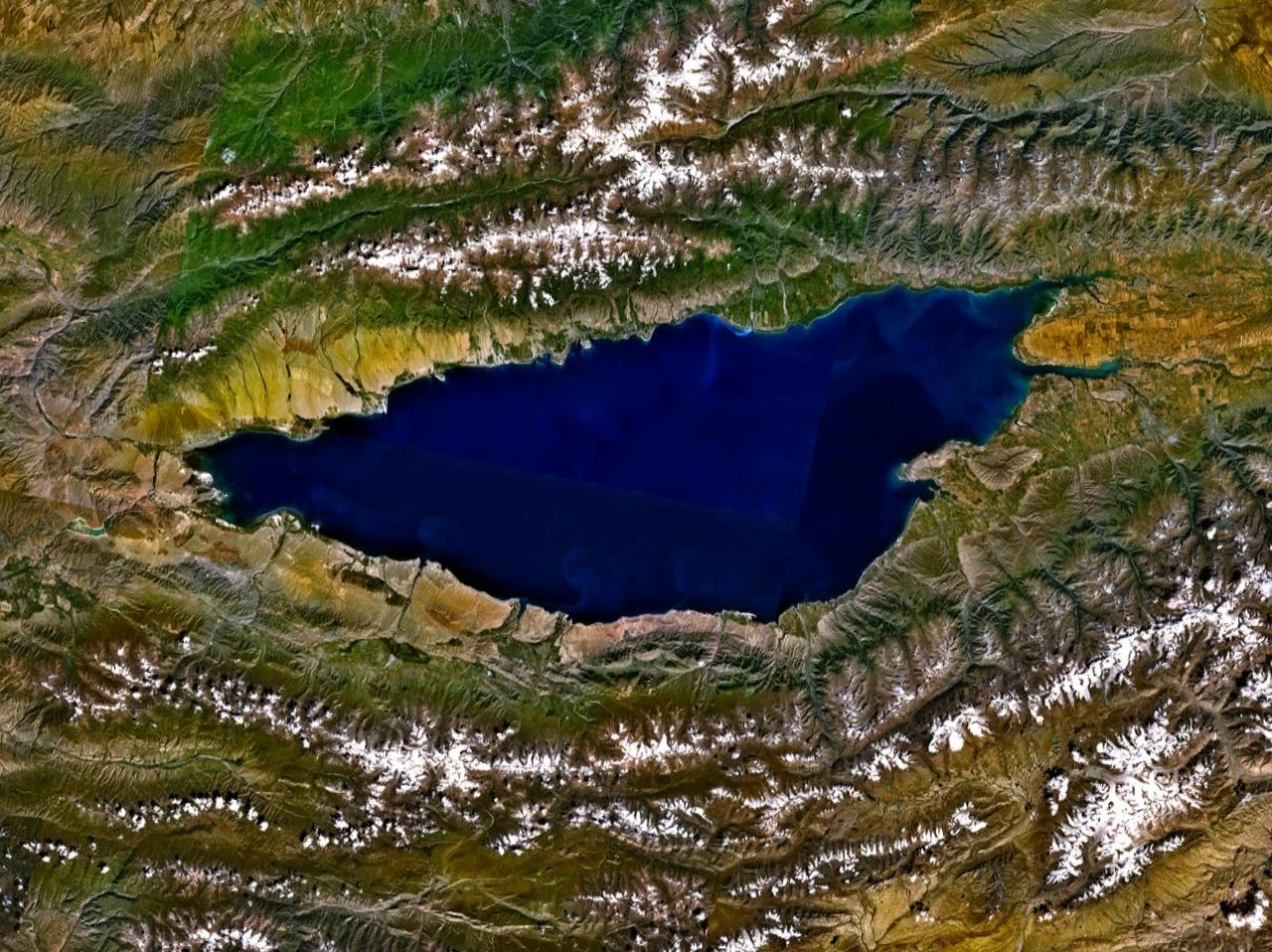
Az Iszik-köl az űrből, 1992 szeptemberi felvétel.

Az Iszik-köl (kirgizül Ысыккөл, Iszikköl oroszul Иссык-Куль, Isszük-kul) lefolyástalan hegyi tó a Tiensan-hegység északi részében, a kirgizisztáni Iszik-köl tartományban. 
Víztérfogata alapján a világ kilencedik legnagyobb tava és a Kaszpi-tenger után a második legnagyobb sós vizű tó. Bár felülete 1606 méterrel a tengerszint felett terül el és hófödte csúcsok veszik körül, sosem fagy be, innen kapta nevét, amelynek jelentése kirgizül „meleg tó”. A tó, az Iszik-köl Bioszféra Rezervátum része,  szerepel a biodiverzitásuk alapján globális jelentőségű vízi élőhelyek rámszari listáján. Mintegy 2500 évvel ezelőtt partján ősi város állt, maradványainak feltárása ma is folyik. Innen került elő a jelentős ókori iszik-feliratok első példánya 1970-ben, egy ezüst ivócsészére vésve. A tó mellett ma fekvő jelentős települések Karakol és Csolpon-Ata.

## Hidrológiája
Az Iszik-köl területe 6236 km² (akkora, mint Hajdú-Bihar vármegye). Partvonala 688 kilométer, legnagyobb hosszúsága 182, maximum szélessége 60 kilométer. Átlagos mélysége 270 méter, legmélyebb pontja 668 méteres mélységben van a mérések szerint.
Vizének térfogatát 1738 km³-re becsülik. 
Vízgyűjtő területe 252 kilométer hosszú, 146 kilométer széles és északon és délen 4-5000 méter magas hegyek szegélyezik. A vízgyűjtő lejtőin 834 gleccsert számláltak meg.
Vízutánpótlását elsősorban a környező hegyek gleccsereinek olvadékvize biztosítja. Mintegy 118 folyó és patak ömlik belé, ezek közül a legnagyobbak a Gyirgalan és a Tiup. Környékén sok a forró vizű forrás. 
Csak párolgás útján távozik belőle víz, bár vannak hidrológusok, akik feltételezik, hogy valahol mélyen a föld alatt vize utat talál a Csu folyóba.
A tófenék monohidrokalcit ásványt tartalmaz, ez a tavi üledék ritka jelenségének egyik ismert példája.
Vizében a só koncentrációja 0,6 százalék, ami a tengervíz koncentrációjának kb. egyhatoda.

## Története
Az Iszik-köl-tó mintegy 20 millió évvel ezelőtt keletkezett, a kora miocén idején, miután a tektonikus mozgások által a hegyek közt létrehozott mélyedés megtelt vízzel. A pliocén idején a tó nagyobb volt, mint ma.
A tó melletti selyemút a Távol-Keletről Európába utazók számára szárazföldi útvonal volt. Hszüan-cang, a nagy kínai buddhista tudós-szerzetes a 7. században a tó mellett vezető útja során feljegyzéseket is készített a környékről. A tó egykor a kínai Csing-dinasztia tulajdona volt. Később, a Tarbagatai szerződés után a környező területekkel együtt Oroszországnak adták át. 
1916-ban Iszik-köl kolostorát kirgiz lázadók támadták meg, és hét szerzetest megöltek.

## Régészet

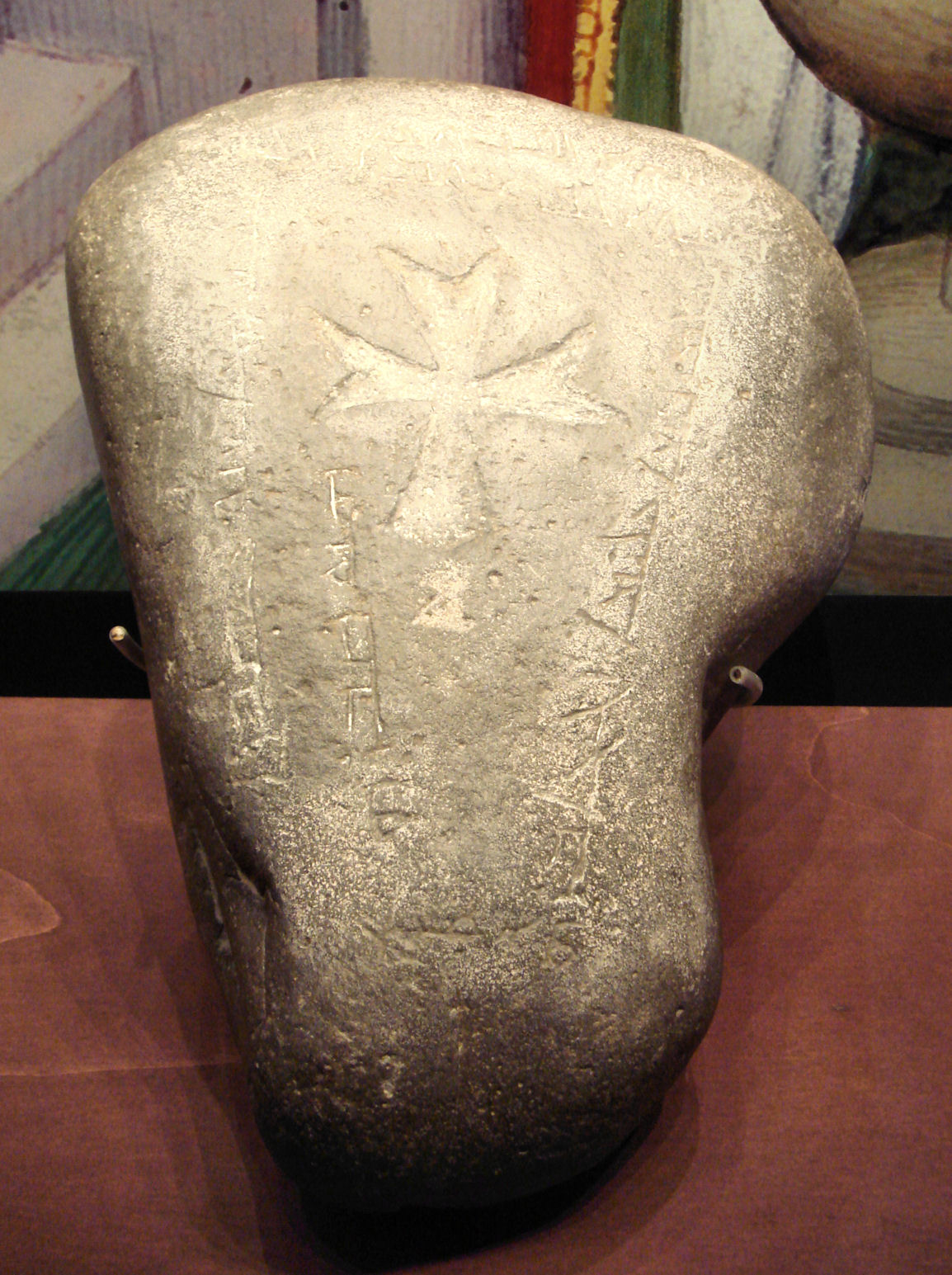
Nesztoriánus ujgur sírkő 1312-ből

A tó szintje ma körülbelül 8 méter, mely magasabb, mint a középkorban volt. A búvárok átvizsgálva a tavat, a víz alatti sekélyebb területeken egykori települések maradványait találták meg a tó körül. 
2007 decemberében a kirgiz történészek csapata a Kirgiz Tudományos Akadémia alelnöke, Vlagyimir Ploszkih vezetésével jelentést készített, amelyben ismertetik, hogy a régészek 2500 éves fejlett civilizáció maradványait felfedezték fel a tó alján. A kapott adatok és tárgyak azt sugallják, hogy az ősi város metropolisz volt. 
A víz alatti felfedezés során magas falak maradványait, és egy nagy város nyomait találták meg, több négyzetkilométernyi területen. Egyéb itt talált dolgok közé tartoztak az évszázadok során hullámok által erodált szkíta temetkezési dombok és számos jól megőrzött tárgy is, köztük bronz csatabárd, nyílhegyek, tőrök, a kovácsok által eldobált tárgyak, öntőformák és pénzek is.
A világ legrégebbi érméjeiként azonosított tárgyak is víz alattiak voltak.

## Külső hivatkozások
Angol nyelven:
- World Lake Database entry for Lake Issyk-Kul
- The Issyk-Kul Hollow at Natural Heritage Protection Fund
- Remains of ancient civilization discovered on the bottom of issyk-kul lake Archiválva 2013. május 25-i dátummal a Wayback Machine-ben
- Photographs of Issyk-Kul sites
- Lake Issyk-Kul: It’s Natural Environment. Szerk. Jean Klerx – Beishen Imanackunov. (hely nélkül): Springer. 2002.  ISBN 1-4020-0900-3 Hozzáférés: 2017. augusztus 29.
- Touristic information about Issyk Kul